# Titelski brijeg
Titelski brijeg (srp.: Тителски Брег), brdo je u autonomnoj pokrajini Vojvodini, u Srbiji.

## Zemljopisni položaj
Nalazi se u jugoistočnom dijelu Bačke, u kraju zvanom Šajkaška, na južnom dijelu Titelske visoravni. 
Smješten je između gradića Titela (po kojem nosi i ime) s južne strane, sela Loka, Vilova i Šajkaša s jugozapada, sela Mošorina koje je na sjeveru i rijeke Tise koja je na istoku.

## Geologija
Zanimljiva je geološka pojava, jer je jedino brdo u Bačkoj, kraju poznatom kao izrazito ravničarskom.
Po građi je praporna terasa.
Stanište je divljači.

## Vanjske poveznice
- Slike  Arhivirana inačica izvorne stranice od 23. siječnja 2008. (Wayback Machine)
- (srp.) Vojvođanski zemljopis  Arhivirana inačica izvorne stranice od 22. kolovoza 2010. (Wayback Machine)